# ASD Club Sportivo Urania
L'ASD Club Sportivo Urania Vernazzola è una società di canottaggio e pesca sportiva fondata il 1º ottobre 1926.
Ha sede nel borgo di Vernazzola, nel quartiere Sturla a Genova,  in Via Argonauti 10, 16147.

## Canottaggio
La Società ASD Club Sportivo Urania Vernazzola è sempre stata un punto di riferimento per il canottaggio. Dopo un periodo di assenza dalle competizioni, la società è ritornata in grande stile conquistando numerosi titoli italiani grazie all'ottimo lavoro dell'allenatore Roberto Moscatelli e del Presidente Guido Dioguardi. In particolare, la società è stata capace di vincere la prima posizione in classifica per ben 9 anni consecutivi, dal 2014 al 2022. La ASD Club Sportivo Urania Vernazzola ha conquistato un totale di 50 titoli italiani a partire dalla sua fondazione nel lontano 1926. Il canottaggio è sempre stato il punto forte della società, dimostrando grande passione e dedizione per questo sport.

## Società
L'ASD Club Sportivo Urania Vernazzola 1926 è molto di più che una società di canottaggio e pesca sportiva. La sede sociale, oltre ad avere una palestra attrezzata per gli allenamenti degli atleti, è dotata anche di un bar che funge da punto di ritrovo per i membri della società e i residenti del borgo di Vernazzola.
La presenza dell'Urania è particolarmente significativa nella vita sociale del borgo, poiché la sede sociale è dotata di biliardi, biliardini e tavoli per giocare a carte. La società organizza anche tornei di vario genere e feste, tra cui la festa di Capodanno, la festa della Befana, la Pentolaccia e la celebre SanGioVerna.
Grazie a queste iniziative, l'ASD Club Sportivo Urania Vernazzola 1926 si conferma come un punto di riferimento importante per la comunità locale, oltre ad essere una società sportiva di successo nel panorama nazionale del canottaggio.

## Palmarès

### Competizioni Nazionali
- Campione Italiano di Canottaggio a Sedile Fisso: 41 titoli[5]
- Campione Italiano di fondo di Canottaggio a Sedile Fisso: 11 titoli[5]
- Campione Italiano di Coastal Rowing: 2 titoli[5]
- Società prima classificata: 9 anni[3]

### Competizioni Europee
- Atleti campioni d'Europa: Ilaria Bavazzano (4 volte), Dario Nicolini (2 volte), Nicolò Frisoni, Riccardo Fossa, Martina Fanfani, Alessia Graci, Veronica Germano, Francesco Lozza, Arianna Moscatelli, Federica Fossa, Ivan Dante[6][7][8][9][10]

### Onorificenze
- Stella d'Argento al merito sportivo: 2020[11]
- Medaglia al valore atletico d'argento: 3 nel 2019 (Ilaria Bavazzano, Veronica Germano, Dario Nicolini), 3 nel 2020 (Veronica Germano, Francesco Lozza, Dario Nicolini)[11][12][13]
- Medaglia al valore atletico di bronzo: 2 nel 2019 (Alessia Graci, Arianna Moscatelli), 4 nel 2020 (Karen Faccin, Viviana Graci, Alessia Graci, Arianna Moscatelli)[11][12][13]

## Vogatori Campioni Italiani
Dati aggiornati a settembre 2022. 
- Paolo Capurro, 3 titoli. 2CJ nel 1977 a La Spezia, 2PJ nel 1978 a Laveno, 2CS nel 1980 a Pusiano.
- Pietro Capurro, 3 titoli. 2CJ nel 1977 a La Spezia, 2PJ nel 1978 a Laveno, 2CS nel 1980 a Pusiano.
- Paolo Vela, 2 titoli. 4PJ nel 1982 a Cadrezzate, 4PJ nel 1983 a Monate.
- Giorgio Traverso, 2 titoli. 4PJ nel 1982 a Cadrezzate, 4PJ nel 1983 a Monate.
- Alessandro Jannone, 2 titoli. 4PJ nel 1982 a Cadrezzate, 4PJ nel 1983 a Monate.
- Marcello Podestà, 1 titolo. 4PJ nel 1982 a Cadrezzate.
- Barbara Dodero, 6 titoli. 2CF nel 1992 a Genova Prà, 2CF nel 1993 a Pusiano, 4CF nel 1994 a Corgeno, 2CF nel 1995 a Gavirate, 2CF e 2PF nel 1997 a Corgeno.
- Renata Corradini, 6 titoli. 2CF nel 1992 a Genova Prà, 2CF nel 1993 a Pusiano, 4CF nel 1994 a Corgeno, 2CF nel 1995 a Gavirate, 2CF e 2PF nel 1997 a Corgeno.
- Vanna Visini, 1 titolo. 4CF nel 1994 a Corgeno.
- Laura Moscatelli, 1 titolo. 4CF nel 1994 a Corgeno.
- Michela Muzzi, 1 titolo. 2FR nel 1996 a Corgeno.
- Chiara Borselli, 1 titolo. 2FR nel 1996 a Corgeno.
- Filippo Azzolina, 1 titolo. 4CJ nel 1999 a Eupilio.
- Massimiliano Baronia, 1 titolo. 4CJ nel 1999 a Eupilio.
- Davide Licitra, 3 titoli. 4CJ nel 1999 a Eupilio, GMM nel 2021 a Genova Foce, GMM nel 2022 a Pisa.
- Paolo Santamaria, 1 titolo. 4CJ nel 1999 a Eupilio.
- Mattia Benvenuto, 1 titolo. GJM nel 2010 a Paraggi.
- Ivan Dante, 3 titoli. GJM nel 2010 a Paraggi, SXJ nel 2013 a Corgeno, 2CJ nel 2013 a Corgeno.
- Lorenzo Simoni, 1 titolo. GJM nel 2010 a Paraggi.
- Giovanni Zunino, 1 titolo. GJM nel 2010 a Paraggi.
- Ilaria Bavazzano, 20 titoli. ECF nel 2012 a Corgeno, ERF nel 2013 a Corgeno, ERF nel 2014 a Corgeno, EJF nel 2015 a Corgeno, EJF nel 2016 a Corgeno, 2FJ nel 2016 a Corgeno, Gozzo Femminile nel 2016 a S.Margherita Ligure, SXF nel 2017 a Corgeno, Gozzo Femminile nel 2018 a La Spezia, 2PF nel 2019 a Corgeno, SXF nel 2019 a Corgeno, GSF nel 2019 a Rio Marina, 2PF nel 2020 a Eupilio, SXF nel 2020 a Eupilio, GSF nel 2020 a Porto Ceresio, 2PF nel 2021 a Pisa, 2PF nel 2021 a Corgeno, SXF nel 2021 a Corgeno, 2PF nel 2022 a Pisa, 2PF nel 2022 a Corgeno.
- Alberto Capurro, 2 titoli. ECM nel 2012 a Corgeno, 2CJ nel 2013 a Corgeno.
- Evandro Savona, 4 titoli. Coastal Rowing Singolo Master Under 43 Maschile nel 2013 a Genova, Coastal Rowing Singolo Master 43-55 Sprint Maschile nel 2019 a Pescara, GMM nel 2021 a Genova Foce, GMM nel 2022 a Pisa.
- Andrea Latte, 1 titolo. GJM nel 2014 a Livorno.
- Mattia Lazzaro, 1 titolo. GJM nel 2014 a Livorno.
- Teo Grisolia, 1 titolo. GJM nel 2014 a Livorno.
- Michele Olivieri, 1 titolo. GJM nel 2014 a Livorno.
- Federica Fossa, 5 titoli. 2FJ nel 2015 a Corgeno, ERF nel 2016 a Corgeno, 2FJ nel 2016 a Corgeno, Gozzo Femminile nel 2016 a S.Margherita Ligure, Gozzo Femminile nel 2018 a La Spezia.
- Camilla Benvenuto, 1 titolo. 2FJ nel 2015 a Corgeno.
- Lorenza Volante, 1 titolo. Gozzo Femminile nel 2016 a S.Margherita Ligure.
- Arianna Moscatelli, 6 titoli. Gozzo Femminile nel 2018 a La Spezia, GSF nel 2019 a Rio Marina, 2PF nel 2021 a Pisa, 2PF nel 2021 a Corgeno, 2PF nel 2022 a Pisa, 2PF nel 2022 a Corgeno.
- Martina Moscatelli, 1 titolo. Gozzo Femminile nel 2018 a La Spezia.
- Veronica Germano, 6 titoli. 2PF nel 2019 a Corgeno, GSF nel 2019 a Rio Marina, 2PF nel 2020 a Eupilio, 4PF nel 2020 a Eupilio, GSF nel 2020 a Porto Ceresio, 2FJ nel 2021 a Pisa.
- Alessia Graci, 3 titoli. GSF nel 2019 a Rio Marina, 4PF nel 2020 a Eupilio, GSF nel 2020 a Porto Ceresio.
- Viviana Graci, 2 titoli. 4PF nel 2020 a Eupilio, GSF nel 2020 a Porto Ceresio.
- Karen Faccin, 1 titolo. 4PF nel 2020 a Eupilio.
- Martina Fanfani, 1 titolo. ERF nel 2021 a Pisa.
- Emanuele Artuso, 2 titoli. ERM nel 2021 a Pisa, GJM nel 2022 a Livorno.
- Roberto Moscatelli, 2 titoli. GMM nel 2021 a Genova Foce, GMM nel 2022 a Pisa.
- Marco Corradino, 2 titoli. GMM nel 2021 a Genova Foce, GMM nel 2022 a Pisa.
- Alessio De Nardo, 2 titoli. 4CC nel 2022 a Pisa, 2CM nel 2022 a Pisa.
- Dario Dal Ponte, 1 titolo. 4CC nel 2022 a Pisa.
- Lorenzo Fabbri, 1 titolo. 4CC nel 2022 a Pisa.
- Lorenzo Bucci, 1 titolo. 4CC nel 2022 a Pisa.
- Giulio Albano, 2 titoli. ECM nel 2022 a Pisa, 2CM nel 2022 a Pisa.
- Riccardo Fossa, 2 titoli. 2PJ nel 2022 a Pisa, GJM nel 2022 a Livorno.
- Nicolò Frisoni, 2 titoli. 2PJ nel 2022 a Pisa, GJM nel 2022 a Livorno.
- Ottaviano Corradino, 2 titoli. GJM nel 2019 a Rio Marina, GJM nel 2022 a Livorno.
- Matteo Nino, 1 titolo. GJM nel 2019 a Rio Marina.
- Dario Nicolini, 1 titolo. GJM nel 2019 a Rio Marina.
- Marco Ucheddu, 1 titolo. GJM nel 2019 a Rio Marina.